# Aarón Castellanos (Santa Fe)
Aarón Castellanos es una comuna del departamento General López, en la provincia de Santa Fe, República Argentina. A 449 km de la ciudad capital de la provincia Santa Fe. Se encuentra próxima al límite con la provincia de Buenos Aires.

## Creación de la Comuna
- 21 de febrero de 1911

Fundada por Ángel Leanes en nombre de la Sra. Mercedes Castellanos de Anchorena por poder otorgado el 23 de marzo de 1903, para que, actuando en su nombre, funde en la estación Soler, del Ferrocarril Pacífico, el pueblo que se denominará Aarón Castellanos, en homenaje al fundador de la Colonia Esperanza, con la que se inició la colonización en Santa Fe.
En ese entonces, la comunidad Franciscana tenía una gran presencia en esta zona, donde además de su tareas religiosas y espirituales, fueron los encargados de controlar y administrar todos los materiales que enviaba la Sra. Anchorena, para la construcción del convento para Misioneros, lo que fue aprobado tan sólo un mes después - el 29 de abril de 1903-. de la fundación del pueblo, por el Obispo de Santa Fe. Más tarde se construyó la iglesia y posteriormente el hospicio.

## Toponimia

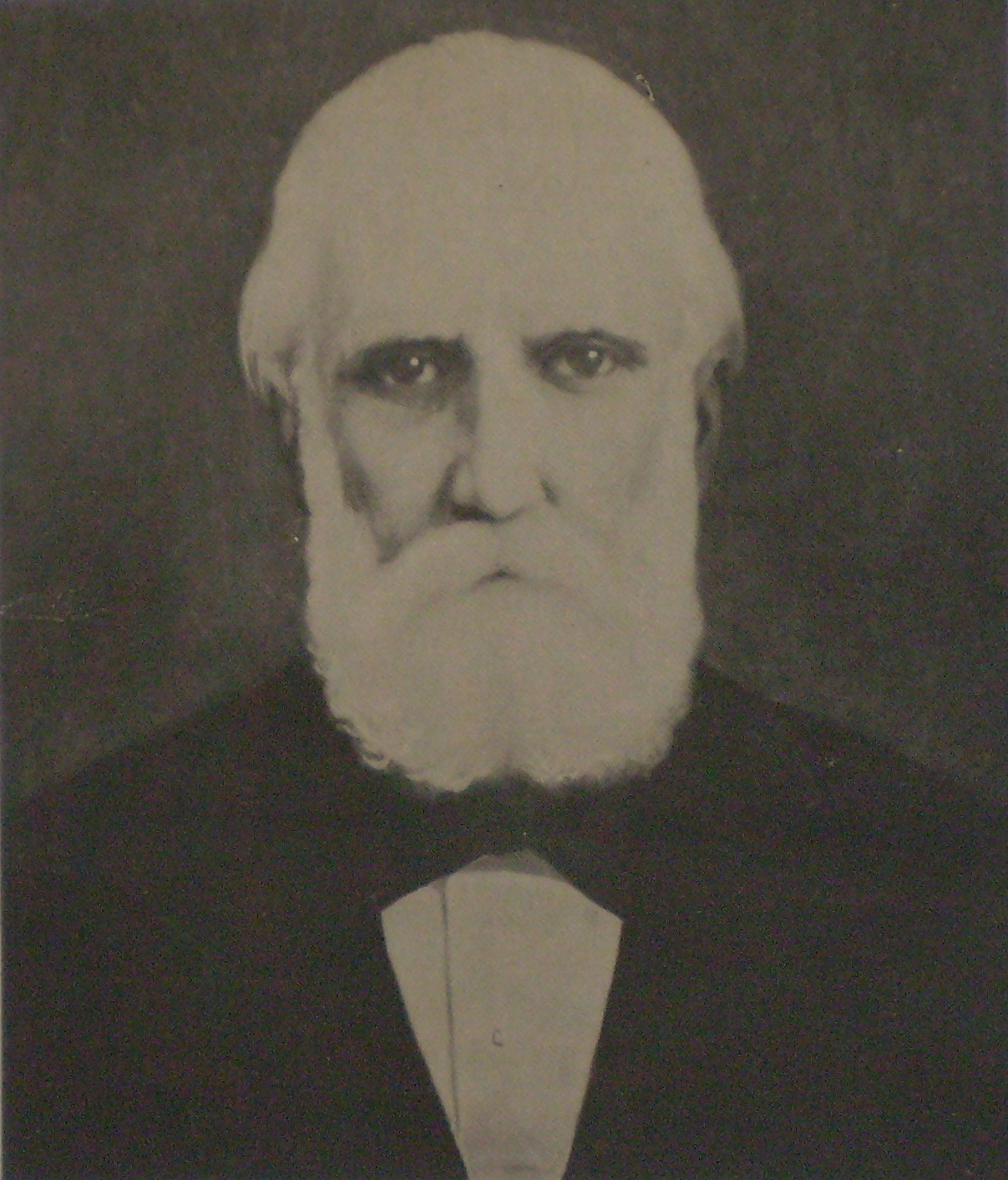
Aarón Castellanos.

En homenaje a Aarón Castellanos considerado como el padre de la emigración europea en Argentina

## Población
Cuenta con 422 habitantes (Indec, 2022), lo que representa un aumento en la población frente a los 309 habitantes (Indec, 2010) del censo anterior.
| Gráfica de evolución demográfica de Aarón Castellanos entre 2001 y 2022 |
|                                                                         |
| Fuente: Censos nacionales del INDEC                                     |

## Santo Patrono
- Cristo Redentor, 4 de octubre

## Escuelas de Educación Común y Adultos
- Centro Alfabetizador N.º 253 (Esc. 1039)
- Escuela de Enseñanza Superior Orientada (EESO) N°323 "Luis Rey" -anexo
- San Francisco

## Escuelas de Educación Superior
- María Reina de la Familia.

## Parajes
- La Picasa

## Deportivas
- Club I.R.S.A. de Bochas

## Parroquias de la Iglesia católica en Aarón Castellanos
| Diócesis  | Venado Tuerto   |
| --------- | --------------- |
| Parroquia | Cristo Redentor |

## Sitios externos
- Sitio federal (IFAM) Instituto Federal de Asuntos Municipales
- Coordenadas geográficas

- Datos: Q10843471